# Okres Wolfsberg
Okres Wolfsberg je správní okres v rakouské spolkové zemi Korutany. Centrem okresu je město Wolfsberg. V lednu 2015 žilo v okresu 53 448 lidí.

## Poloha, popis
Okres se rozkládá na jihu Korutan v Lavantském údolí (Lavanttal). Rozloha okresu je 973,79 km².
Údolím protéká od severu k jihu řeka Lavant, která se později u obce Lavamünd vlévá do řeky Drávy (Drau). Spodní část okresu se nachází mezi skalnatým pásmem a částí Alp, zvanou Saualpe. Horní část okresu je pak mezi částmi Alp, které se nazývají Packalpe a Seetaler Alpen. Na severu hraničí u průsmyku Obdachské sedlo (Obdacher Sattel) se Štýrskem.
Sousedními okresy jsou: Murtal na severu, Voitsberg na severovýchodě, Deutschlandsberg na východě, Völkermarkt na jihu, St. Veit na západě a Murau na severozápadě. Na jihovýchodě sousedí se Slovinskem.
Okres Wolfsberg tvoří devět obcí, z toho tři města a čtyři městyse.

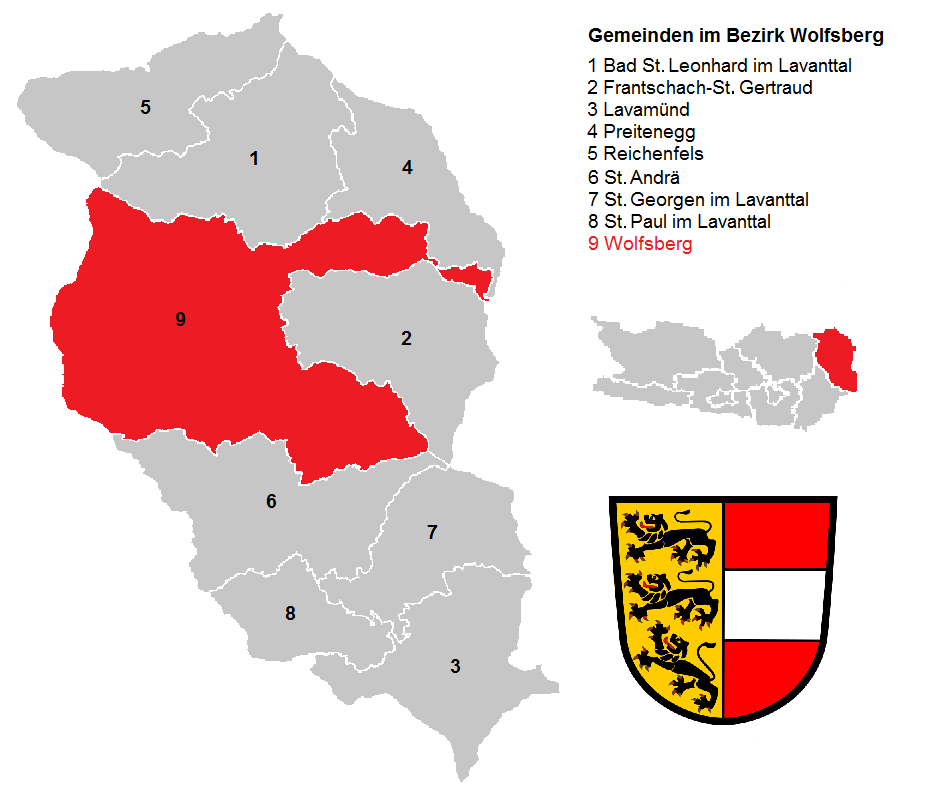
Obce v okresu Wolfsberg

| P.č. | Jméno                           | Druh obce | Obyvatel | Rozloha v km2 |
| ---- | ------------------------------- | --------- | -------- | ------------- |
| 1    | Bad Sankt Leonhard im Lavanttal | město     | 4386     | 111,83        |
| 2    | Frantschach-Sankt Gertraud      | městys    | 2652     | 100,94        |
| 3    | Lavamünd                        | městys    | 3011     | 93,7          |
| 4    | Preitenegg                      | vesnice   | 969      | 68,36         |
| 5    | Reichenfels                     | městys    | 1854     | 87,23         |
| 6    | Sankt Andrä                     | město     | 10 097   | 113,59        |
| 7    | Sankt Georgen im Lavanttal      | vesnice   | 2011     | 72,34         |
| 8    | Sankt Paul im Lavanttal         | městys    | 3385     | 47,46         |
| 9    | Wolfsberg                       | město     | 25 083   | 278,63        |